# H11LC
H11LC（えいち いちいち えるしー）は、Longcheer Technologyが開発した、イー・モバイルの音声通話サービス対応の携帯電話である。

## 特徴
イー・モバイルの通話サービス対応端末であるが、USBモデムタイプのデータ通信端末と扱われることがある。他の音声通話端末と比べて非常に小さく、パソコンと接続して使用することを前提としている。テンキーはあるが、入力できるのは半角英数のみで、日本語入力ができない（日本語の表示は可能）。端末単体でのメールやWebはできない。ただし、日本語でのSMSの受信、英数でのSMSの送信は可能である。
同時に発表されたHSUPAサービスには非対応で、通信速度は下りが3.6Mbps、上りが384kbps（いずれもHSDPAカテゴリ6の最大理論値）となっている。
ミュージックプレイヤー機能を持ち、外部メモリ (microSD) に保存したMP3形式の音声データを再生できる。　
扱いはあくまで携帯電話なので、契約できるプランは「ケータイプラン」、「ケータイ定額プラン」などである。他の音声端末とは異なり、データ通信端末向けの「ギガデータプラン」、「データプラン」では契約できない。なお、付属のEM chipの色は、携帯電話端末用の黒である。
3G / GSMによる国際ローミングに対応している。ただし、国内事業者UIMカードに対するSIMロックがかかっているため、3Gの2100MHz帯は日本国内では使えず、日本国内ではイー・モバイル1.7GHz帯しか使えないので、ドコモ国内ローミングサービスには対応しない。ただし、海外利用時は海外事業者のUIMカードを挿して利用することは可能。
対応オペレーティングシステム (OS) はWindows XP（Professinal / Home Edition SP2以降）、Windows Vista（32ビット版）、Mac OS X v10.4〜v10.5となっている。Windows 7に関しては、使用することは可能だがゼロインストールが利用できないとアナウンスしている。

## 沿革
- 2008年11月6日　- イー・モバイルよりD21NE、D21HW、D21LC、H12HW、HSUPAサービスとともに発表。

- 2009年3月13日 ‐ 発売。

- 2010年4月20日 ‐ 動作の安定性を向上させた本体ソフトウェア (Ver.1.01) がリリースされる。

## 対応サービス
- SMS （日本語は受信のみ可能、送信は英数のみ）
- ミュージックプレイヤー